# 작은알락박쥐
작은알락박쥐(Chalinolobus picatus)는 애기박쥐과에 속하는 박쥐의 일종이다. 오스트레일리아 동부 지역의 준건조 산림 지역에서만 발견된다.